# Martin County (Severní Karolína)
Martin County je okres amerického státu Severní Karolína založený v roce 1774. Hlavním městem je Williamston. Leží ve východní části Severní Karolíny. Pojmenovaný je podle guvernéra Severní Karolíny Josiaha Martina.

## Sousední okresy
| Růžice kompasu | Halifax County   |                                  | Bertie County     | Růžice kompasu |
| Růžice kompasu | Edgecombe County | Sever                            | Washington County | Růžice kompasu |
| Růžice kompasu | Edgecombe County | Martin County (Severní Karolína) | Washington County | Růžice kompasu |
| Růžice kompasu | Edgecombe County | Jih                              | Washington County | Růžice kompasu |
| Růžice kompasu | Pitt County      |                                  | Beaufort County   | Růžice kompasu |

## Vývoj počtu obyvatel
Počet obyvatel